# Liga 3 (Georgien)
Liga 3 (georgiska: ლიგა 3) är Georgiens tredjedivision i fotboll för herrar. Seriens säsonger följer kalenderår och har spelats varje år sedan 2017. Innan dess hette divisionen Meore liga (Andra ligan) och sträckte sig över årsskiften.
Sedan 2022 spelar 16 klubbar i Liga 3. Efter säsongen flyttas de två översta lagen automatiskt upp till Erovnuli Liga 2, medan lagen på tredje och fjärde plats får spela kvalmatcher. De tre nedersta lagen går till Liga 4.

## Format
- 2017–2018: 20 lag[2]
- 2019–2020: 10 lag[3]
- 2021: 14 lag[4]
- Sedan 2022: 16 lag[1]